# Gleby słabo ukształtowane

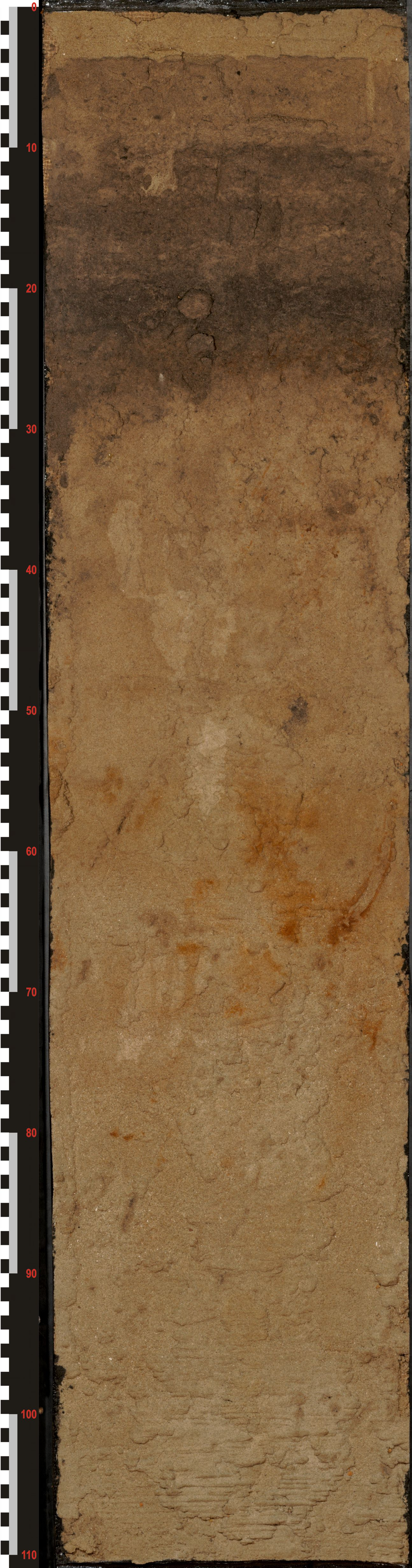
Arenosol – przykład gleby słabo ukształtowanej

Gleby słabo ukształtowane – rząd gleb o niskim stopniu zaawansowania rozwoju, w których brak jest w pełni ukształtowanych mineralnych poziomów diagnostycznych. Cechą charakterystyczną jest mało widoczne (słabe) zróżnicowanie profilu glebowego na poziomy glebowe.

## Charakterystyka
Słabe przekształcenie pedogeniczne (przez procesy glebotwórcze) wynika przede wszystkim z działających procesów morfogenetycznych (erozji i akumulacji), a także pośredniej lub bezpośredniej działalności ludzi, które prowadzą do pojawienia się na powierzchni terenu materiału dla tworzącej się gleby. Spośród procesów erozyjnych, odsłaniających leżący niżej niezmieniony glebotwórczo materiał, dużą rolę pełnią ruchy masowe, ale spłukiwanie, odpadanie, wywiewanie i sufozja mogą również odegrać istotną rolę, szczególnie wzmocnione przez działalność człowieka. Wskutek akumulacji materiału powstają piaski wydmowe i plażowe, materiał obrywowy, osady aluwialne, deluwialne i koluwialne. Często przykrywają one starszą glebę i nieraz same mają pewne cechy przekształceń glebowych (np. akumulacja materii organicznej).
Na cechy gleb słabo ukształtowanych wpływają przede wszystkim cechy materiału macierzystego, z którego powstały oraz akumulacja materii organicznej. Generalnie mają prostą budowę profilu (najprostsze mają tylko dwa poziomy glebowe), a jeżeli są widoczne efekty działania procesów glebotwórczych (np. brunatnienia, bielicowania) to są one słabo widoczne i nie spełniają kryteriów dla dobrze rozwiniętych poziomów diagnostycznych (z wyjątkiem folika i albika).
Występują one, najczęściej w niewielkich płatach, w całej Polsce. Liczniejsze są w obszarach górskich, szczególnie na stromych stokach i na grzbietach. Można je często spotkać przy wychodniach skalnych, na brzegu morza, w dolinach rzecznych, w urzeźbionym krajobrazie rolniczym oraz na skarpach powstałych przy pracach ziemnych. Zazwyczaj mają one niską wartość rolniczą, choć niektóre mady, rędziny, gleby deluwialne i regosole na lessach przy dobrej kulturze rolnej mogą być zajęte pod uprawę.
Do rzędu gleb słabo ukształtowanych nie zalicza się gleb, które spełniają kryteria rzędu gleb antropogenicznych, tzn. powstałych z materiałów wytworzonych, zdeponowanych lub przekształconych w wyniku celowej działalności gospodarczej człowieka.

## Systematyka
Rząd ten w systematyce gleb Polski z 2019 roku grupuje gleby wydzielane w poprzedniej wersji systematyki jako rząd gleb inicjalnych i rząd gleb słabo ukształtowanych. Wcześniej, gleby tego rzędu w systematyce gleb Polski z 1989 r. były zaliczane do rzędów: gleby mineralne bezwęglanowe słabo wykształcone, gleby wapniowcowe o różnym stopniu rozwoju, gleby aluwialne.

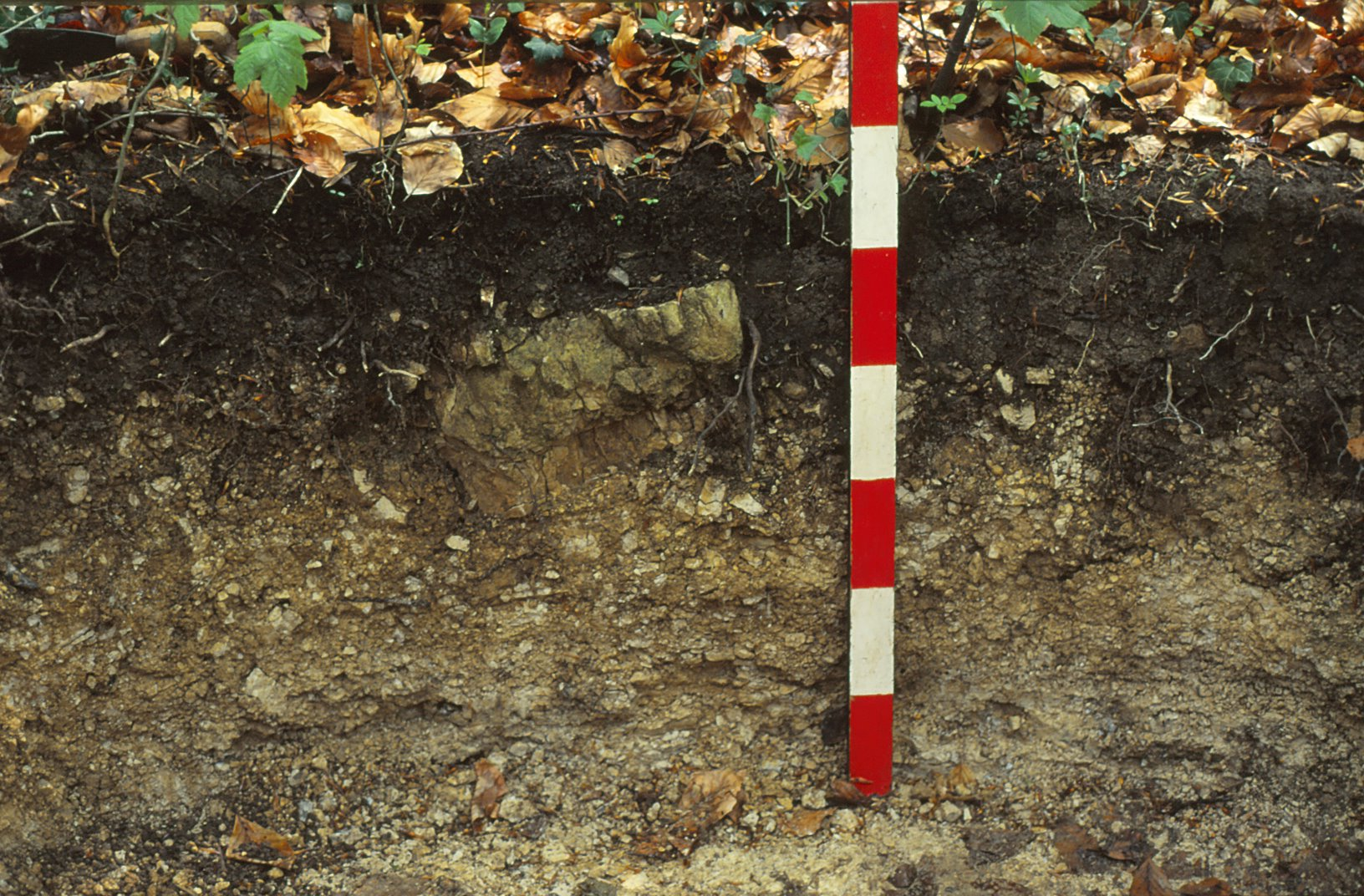
Rędzina – przykład gleby słabo ukształtowanej

Rząd gleby słabo ukształtowane dzieli się na siedem typów gleb:
- Rząd 1. Gleby słabo ukształtowane (S)

- Typ 1.1. Gleby inicjalne (SI)

Litosole: A-R, AC-P, O-R; Rędziny inicjalne skaliste: A-Rca(cs), ACca(cs)-Rca(cs), O-Rca(cs); Rędziny inicjalne rumoszowe: A-Caq, ACaq-Caq, O(q)-Caq; Mady inicjalne: (A)C1-C2; Gleby inicjalne rumoszowe: A-Cq, ACq-Cq,O-Cq,O/Cq-Cq; Gleby inicjalne luźne: O-C, AC-C, A(E,B)-C
- Typ 1.2. Rankery (SQ)

Rankery typowe: A-C(q)-R, AC-Cq-R; Rankery próchniczne: Ah-C(q)-R; Rankery zbrunatniałe: A-BwC(q)-R; Rankery zbielicowane: A-AE-Bs(hs)-C(q)-R; Rankery butwinowe: O-A-C(q)-R
- Typ 1.3. Rędziny właściwe (SR)

Rędziny właściwe typowe: (O-)ACca-Cca-Rca, (O-)A-BCca-Rca, (O-)ACcs-Ccs-Rcs, (O-)A-BCcs-Rcs; Pararędziny właściwe: (O-)A-(BCca,k-)C(ca,ck); Rędziny właściwe rumoszowe: (O-)A(caq)-Caq; Rędziny właściwe pojeziorne: A(ca)-Lm, A(ca)-Lcca, M-Lm; Rędziny właściwe próchniczne: (O-)Ah-(BCca)Cca-Rca, (O-)Ah-(BCcs)Ccs-Rcs; Rędziny właściwe butwinowe: )-A-Cca-Rca
- Typ 1.4. Mady właściwe (SF)

Mady właściwe typowe: (O-)A-(BC-)C1-C2...; Mady właściwe próchniczne: (O-)A(h,p)-C1-C2...; Mady właściwe gruntowo-glejowe: (O-)A-C-Cgg-G; Mady właściwe opadowo-glejowe: (O-)A-Cg1-Cg2...
- Typ 1.5. Gleby deluwialne właściwe (SL)

Gleby deluwialne właściwe typowe: (O-)A-(A2)-...-(2Ab/Ob)-2C; Gleby deluwialne właściwe próchniczne: (O-)A(h,p)-(A2)-...-(2Ab)-2C; Gleby deluwialne właściwe natorfowe: Ap-AC-2O(e, i, a)-3G,Ap-AC-2M-3G; Gleby deluwialne właściwe gruntowo-glejowe: (O-)Ap-A-Agg-...-(2Abgg)-2Cgg(-G); Gleby deluwialne właściwe opadowo-glejowe (O-)Ap-A-Ag-...-(2Abg)-2Cg
- Typ 1.6. Arenosole (SN)

Arenosole typowe: (O-)A-C; Arenosole murszowate: (O-)Au(p)-C-Cgg; Arenosole próchniczne: (O-)A(p)-C; Arenosole rdzawe: (O-)A(p)-BvC-C; Arenosole zbielicowane: O-AE-(E-)B(s,hs)(C)-C; Arenosole gruntowo-glejowe: (O-)A-C-Cgg(-G)
- Typ 1.7. Regosole (SY)

Regosole typowe: (O-)A-C(-R); Regosole murszowe: (O-)Aq-Cq(-R); Regosole próchniczne: (O-)A(h,p)-C; Regosole zbrunatniałe: (O-)A-BwC-C; Regosole zbielicowane: O-AE-(E-)B(s, hs)-C